# Жецько
Жецько (пол. Rzecko) — село в Польщі, у гміні Хощно Хощенського повіту Західнопоморського воєводства.
Населення — 440 осіб (2011).
У 1975—1998 роках село належало до Гожовського воєводства.

## Демографія
Демографічна структура станом на 31 березня 2011 року:
|          | Загалом | Допрацездатний вік | Працездатний вік | Постпрацездатний вік |
| -------- | ------- | ------------------ | ---------------- | -------------------- |
| Чоловіки | 227     | 59                 | 157              | 11                   |
| Жінки    | 213     | 42                 | 127              | 44                   |
| Разом    | 440     | 101                | 284              | 55                   |